# Kondopoga
Kondopoga (rus:. Кондопога, careliană: Kondupohju, finlandeză: Kontupohja) este un oraș din Republica Karelia, Rusia, care avea în anul 2006, 34.063 loc. Aici este produsă circa o treime din hârtia pentru ziarele din Rusia.
1. ↑  OKTMO